# 김종기 (1941년)
김종기(金鍾基, 1941년 1월 18일~2017년 11월 28일)는 대한민국의 정치인이다. 대한민국의 제10·11·12·13대 국회의원을 역임했다.

## 생애
계성중학교, 계성고등학교, 경북대학교 법정대학, 성균관대학교 무역대학원, 서울대학교 경영대학원을 거쳤다.
이후 동아정경부사장, 4·19, 6·3범청년투위위원, 신민당정책위원 및 중앙상임위원, 신민당경북제8지구당위원장, 신민당제10대총선거대책위원을 지내다 1978년, 제10대 총선에서 신민당 소속으로 당선해 국회의원이 되었다. 이후로도 국회헌법개정특별위원, 국회예결·재무·내무위원, 민정당정책·중앙위부의장, APPU한국대표, 국회농림수산위원장, 민자당당무위원, 자유민주연합 부총재, 대한민국헌정회 이사, 대한민국헌정회 부회장을 역임했다.
2017년 11월 28일, 지병에 의해 사망했다.

## 역대 선거 결과
|  | 29.94% |

|  | 29.32% |

|  | 40.77% |

|  | 34.0% |

|  | 3.96% |